# Мейтленд, Энтони, 10-й граф Лодердейл
Адмирал Энтони Мейтленд, 10-й граф Лодердейл (англ. Anthony Maitland, 10th Earl of Lauderdale; 10 июня 1785 — 22 марта 1863) — британский дворянин, морской офицер и политик, служивший во время Французских революционных войн, наполеоновских войн и войны 1812 года. Он также участвовал в бомбардировке Алжира. Он был членом Палаты общин от Хаддингтон-Бергса в 1813—1818 годах и Бервикшира в 1826—1832 годах. С 1830 года до повышения в звании контр-адмирала в 1841 году он был военно-морским адъютантом сначала короля Вильгельма IV, а затем королевы Виктории.

## Ранняя жизнь
Энтони Мейтленд родился 10 июня 1785 года. Второй сын Джеймса Мейтленда, 8-го графа Лодердейла (1759—1839), и Элеонор Тодд (1762—1856), единственной дочери Энтони Тодда.

## Военно-морская карьера

### Ранняя карьера
Мейтленд поступил на службу в Королевский военно-морской флот на 2 октября 1795 года в качестве адмиральского слуги на линейном корабле HMS Victory, флагмане адмирала сэра Джона Джервиса в Средиземноморском флоте. Имя Мейтленда было записано в книгах Victory до июня 1796 года . Его повысили до гардемарина в октябре 1798 года, где он последовал за адмиралом Джервисом, лордом Сент-Винсентом, на линейный корабль HMS Ville de Paris. В январе 1801 года Энтони Мейтленд перешел на фрегат HMS Triton под командованием капитана Джона Гора в Ла-Манше, за которым в апреле последовал на фрегат HMS Medusa. Во время службы в «Медузе» Мейтленд отличился в бою против Булонской флотилии 15 августа. Лодки с «Medusa» и остальной части эскадры под командованием вице-адмирала лорда Нельсона попытались под покровом темноты вырезать флотилию, однако французы были готовы к атаке и отбили её. Лодки Medusa попытались взять вражеский бриг, но были остановлены сетями, обвязанными вокруг корабля; они понесли пятьдесят пять потерь, больше, чем любой корабль в эскадре, включая Мейтленда, который был тяжело ранен.
В декабре 1803 года Энтони Мейтленд покинул Medusa, чтобы вновь присоединиться к лорду Сент-Винсенту в качестве сверхштатного сотрудника на «Victory», все ещё входящего в состав Средиземноморского флота. В августе 1804 года, все ещё служивший на Victory, Мейтленд был произведен в обязанности лейтенанта бриг-шлюпа HMS Childers; он был утвержден лейтенантом 2 февраля 1805 года и переведен на линейный корабль HMS Blenheim, флагман контр-адмирала сэра Томаса Трубриджа в Ост-Индии. 6 августа Blenheim участвовал в нерешительных действиях против французского линейного корабля Marengo и фрегата Belle Poule. Энтони Мейтленд был назначен командиром 6 мая 1806 года и принял командование линейным кораблем HMS Arrogant, «старым изношенным 74», служившим сторожевым кораблем в Бомбее.

### Должность капитана
Энтони Мейтленд был назначен пост-капитаном 25 сентября того же года, но его следующее командование было только 1 августа 1811 года, когда он был назначен на фрегат HMS Pique в Вулвиче. Его командование на Pique привело к плаваниям по разным направлениям, включая работы на станциях Даунс, Лиссабон, Южная Америка и Ямайка . Мейтленд и Pique отплыли к Подветренным островам 7 июня 1812 года, чтобы участвовать в войне 1812 года. В августе 1813 года Мейтленд на Pique находился у восточного побережья Америки; он успешно преследовал и захватил 5-пушечного американского капера Хока, который сдался без боя. 13 и 19 января 1814 года Pique взял соответственно шведские корабли «Бернат» и «Маргарет» и отправил их в Гваделупу. Мейтленд и Пике отплыли в Портсмут в конце 1814 года, но вернулись в Вест-Индию весной 1815 года.
19 февраля 1816 года Мейтленд получил командование большим фрегатом HMS Glasgow, на котором он присоединился к флоту контр-адмирала сэра Эдварда Пеллью 20 июля у Портсмута для службы против Алжира. 27 августа флот начал бомбардировку Алжира, при этом Glasgow между фрегатом HMS Severn и голландским фрегатом Melampus обстрелял артиллерийские батареи города. Когда линейный корабль HMS Impregnable сообщил флоту, что он потерял 150 человек, Энтони Мейтленд вызвался отвести от него огонь врага. В то время как Glasgow оставил свою позицию в очереди и попытался приблизиться с помощью Impregnable, ветер очень затруднил движение, и через час Glasgow не смог уйти далеко от Severn, и его оставили открытым для огня с рыбных рынков Алжира. Glasgow был сильно поврежден во время боя: десять человек были убиты и тридцать семь ранены. 19 сентября Мейтленд стал кавалером ордена Бани за службу во время бомбардировки. Он отправил Glasgow в ноябре того же года за то, чтобы он был отремонтирован после службы в Алжире, и 21 августа 1817 года снова ввел его эксплуатацию для службы в Средиземном море, где он прослужил до марта 1821 года, когда отплыл из Glasgow домой и отправился половинное жалование. 26 февраля 1820 года он стал кавалером Ордена Святого Михаила и Святого Георгия. В августе 1830 года он был назначен флотским адъютантом короля Вильгельма IV и продолжал работать в этом качестве при королеве Виктории.

### Адмирал
23 ноября 1841 года Энтони Мейтленд был произведен в контр-адмиралы в звании контр-адмирала синего цвета по выслуге лет. Он стал вице-адмиралом 11 июня 1851 года и был повышен до чина адмирала на 18 июня 1857 года. Энтони Мейтленд стал кавалером Большого креста Ордена Бани 10 ноября 1862 года. Энтони Мейтленд он умер в звании красного адмирала.

## Политическая карьера
Энтони Мейтленд был членом Палаты общин от Хаддингтон-Бурга с 1813 по 1818 год и Берикшира с 1826 по 1832 год; впоследствии он стал заместителем лейтенанта Бервикшира. За свои услуги Мейтленд был назначен кавалером ордена Бани 6 апреля 1832 года. Он стал графом Лодердейл 22 августа 1860 года после смерти своего старшего брата Джеймса. Он получил право заседать в Палате лордов Великобритании как английский пэр, а не как шотландский представитель пэра из-за дополнительного титула барон Лодердейл, который был предоставлен его отцу в 1806 году . После его смерти шотландские титулы Энтони Мейтленда были унаследованы его двоюродным братом Томасом Мейтлендом (1803—1878), в то время как его английские титулы угасли.

## Смерть
Энтони Мейтленд умер 22 марта 1863 года в возрасте 77 лет.

## Семья
Дядей Мейтленда был генерал-лейтенант сэр Томас Мейтленд (1759—1824), который занимал пост вице-губернатора Портсмута, а затем губернатора Мальты . Младший брат Энтони Мейтленда полковник Джон Мейтленд умер в 1839 году, в то время как большая часть остальной части его семьи также служила на флоте, например, его двоюродный брат и преемник графа адмирал сэр Томас Мейтленд. Сам Энтони Мейтленд никогда не был женат.

## Титулатура
- 10-й граф Лодердейл (с 22 августа 1860)
- 10-й виконт Мейтленд из Лодердейла (с 22 августа 1860)
- 10-й виконт Мейтленд (с 22 августа 1860)
- 6-й баронет Мейтленд (с 22 августа 1860)
- 11-й лорд Мейтленд из Тирлестейна (с 22 августа 1860)
- 10-й лорд Тирлестейн и Болтон (с 22 августа 1860)
- 3-й барон Лодердейл из Тирлестейна (с 22 августа 1860).